# National Football League 1975
La stagione NFL 1975 fu la 56ª stagione sportiva della National Football League, la massima lega professionistica statunitense di football americano. La finale del campionato, il Super Bowl X, si disputò il 18 gennaio 1976 all'Orange Bowl di Miami, in Florida e si concluse con la vittoria dei Pittsburgh Steelers sui Dallas Cowboys per 21 a 17. La stagione iniziò il 21 settembre 1975 e si concluse con il Pro Bowl 1976 che si tenne il 26 gennaio al Louisiana Superdome di New Orleans.
In questa stagione per la prima volta il vantaggio del campo negli incontri di play-off venne assegnato alle squadre col miglior piazzamento nella stagione regolare per determinare il sistema di seeding. In precedenza i campi venivano assegnati a rotazione tra le Division. Fu introdotto inoltre per la prima volta un sistema di radiomicrofoni con cui vennero equipaggiati gli arbitri in modo da comunicare al pubblico le loro decisioni.

## Modifiche alle regole
- Venne stabilito che in caso di passaggio incompleto su un quarto down che fosse finito oltre la end zone avversaria, il gioco dovesse riprendere dal punto dello snap precedente. In precedenza gli arbitri assegnavano un touchback.
- Venne stabilito di ridurre la penalità per interferenza sul passaggio (pass interference) di un giocatore dell'attacco da 15 a 10 iarde.
- Venne stabilito che, in caso di un fallo commesso da giocatori di entrambe le squadre nello stesso down, se uno dei giocatori fosse passibile di espulsione venisse comunque espulso, pur mantenendo come sanzione la differenza tra le sanzioni dei due falli.

## Stagione regolare
La stagione regolare si svolse in 14 giornate, iniziò il 21 settembre e terminò il 21 dicembre 1975.

### Risultati della stagione regolare
- V = Vittorie, S = Sconfitte, P = Pareggi, PCT = Percentuale di vittorie, PF = Punti Fatti, PS = Punti Subiti
- La qualificazione ai play-off è indicata in verde (tra parentesi il seed)

| AFC East             |    |    |   |     |     |     |
| Squadra              | V  | S  | P | PCT | PF  | PS  |
| (3) Baltimore Colts  | 10 | 4  | 0 | 714 | 395 | 269 |
| Miami Dolphins       | 10 | 4  | 0 | 714 | 357 | 222 |
| Buffalo Bills        | 8  | 6  | 0 | 571 | 420 | 355 |
| New York Jets        | 3  | 11 | 0 | 214 | 258 | 433 |
| New England Patriots | 3  | 11 | 0 | 214 | 258 | 358 |

| NFC East                  |    |    |   |     |     |     |
| Squadra                   | V  | S  | P | PCT | PF  | PS  |
| (3) Saint Louis Cardinals | 11 | 3  | 0 | 786 | 356 | 276 |
| (4) Dallas Cowboys        | 10 | 4  | 0 | 714 | 350 | 268 |
| Washington Redskins       | 8  | 6  | 0 | 571 | 325 | 276 |
| New York Giants           | 5  | 9  | 0 | 357 | 216 | 306 |
| Philadelphia Eagles       | 4  | 10 | 0 | 286 | 225 | 302 |

| AFC Central             |    |    |   |     |     |     |
| Squadra                 | V  | S  | P | PCT | PF  | PS  |
| (1) Pittsburgh Steelers | 12 | 2  | 0 | 857 | 373 | 162 |
| (4) Cincinnati Bengals  | 11 | 3  | 0 | 786 | 340 | 246 |
| Houston Oilers          | 10 | 4  | 0 | 714 | 293 | 226 |
| Cleveland Browns        | 3  | 11 | 0 | 214 | 218 | 372 |

| NFC Central           |    |    |   |     |     |     |
| Squadra               | V  | S  | P | PCT | PF  | PS  |
| (1) Minnesota Vikings | 12 | 2  | 0 | 857 | 377 | 180 |
| Detroit Lions         | 7  | 7  | 0 | 500 | 245 | 262 |
| Chicago Bears         | 4  | 10 | 0 | 286 | 191 | 379 |
| Green Bay Packers     | 4  | 10 | 0 | 286 | 226 | 285 |

| AFC West            |    |    |   |     |     |     |
| Squadra             | V  | S  | P | PCT | PF  | PS  |
| (2) Oakland Raiders | 11 | 3  | 0 | 786 | 375 | 255 |
| Denver Broncos      | 6  | 8  | 0 | 429 | 254 | 307 |
| Kansas City Chiefs  | 5  | 9  | 0 | 357 | 282 | 341 |
| San Diego Chargers  | 2  | 12 | 0 | 143 | 189 | 345 |

| NFC West             |    |    |   |     |     |     |
| Squadra              | V  | S  | P | PCT | PF  | PS  |
| (2) Los Angeles Rams | 12 | 2  | 0 | 857 | 312 | 135 |
| San Francisco 49ers  | 5  | 9  | 0 | 357 | 255 | 286 |
| Atlanta Falcons      | 4  | 10 | 0 | 286 | 240 | 289 |
| New Orleans Saints   | 2  | 12 | 0 | 143 | 165 | 360 |

## Play-off
I play-off iniziarono con i Divisional Playoff il 27 e 28 dicembre 1975, i Conference Championship Game si giocarono il 4 gennaio 1976. Il Super Bowl X si giocò il 18 gennaio all'Orange Bowl di Miami.

### Seeding
| Seed | American Football Conference                | National Football Conference               |
| ---- | ------------------------------------------- | ------------------------------------------ |
| 1    | Pittsburgh Steelers (vincitori AFC Central) | Minnesota Vikings (vincitori NFC Central)  |
| 2    | Oakland Raiders (vincitori AFC West)        | Los Angeles Rams (vincitori NFC West)      |
| 3    | Baltimore Colts (vincitori AFC East)        | Saint Louis Cardinals (vincitori NFC East) |
| 4    | Cincinnati Bengals                          | Dallas Cowboys                             |

### Incontri
|  | Divisional Play-off | Divisional Play-off | Divisional Play-off |            |             | Conference Championship | Conference Championship | Conference Championship |  |  | Super Bowl X | Super Bowl X | Super Bowl X |
|  |                     |                     |                     |            |             |                         |                         |                         |  |  |              |              |              |
|  | 4                   | Dallas              | 17                  |            |             |                         |                         |                         |  |  |              |              |              |
|  | 1                   | Minnesota           | 14                  |            |             |                         |                         |                         |  |  |              |              |              |
|  | 1                   | Minnesota           | 14                  |            | 4           | Dallas                  | 37                      |                         |  |  |              |              |              |
|  |                     |                     |                     |            | 4           | Dallas                  | 37                      |                         |  |  |              |              |              |
|  |                     | 2                   | L.A. Rams           | 7          |             |                         |                         |                         |  |  |              |              |              |
|  | 3                   | 2                   | L.A. Rams           | 7          | Saint Louis | 23                      |                         |                         |  |  |              |              |              |
|  | 3                   |                     |                     |            | Saint Louis | 23                      |                         |                         |  |  |              |              |              |
|  | 2                   | L.A. Rams           | 35                  |            |             |                         |                         |                         |  |  |              |              |              |
|  |                     |                     |                     |            |             |                         |                         |                         |  |  | N4           | Dallas       | 17           |
|  |                     |                     | A1                  | Pittsburgh | 21          |                         |                         |                         |  |  |              |              |              |
|  | 4                   | Cincinnati          | 28                  |            |             |                         |                         |                         |  |  |              |              |              |
|  | 2                   | Oakland             | 31                  |            |             |                         |                         |                         |  |  |              |              |              |
|  | 2                   | Oakland             | 31                  |            | 2           | Oakland                 | 10                      |                         |  |  |              |              |              |
|  |                     |                     |                     |            | 2           | Oakland                 | 10                      |                         |  |  |              |              |              |
|  |                     | 1                   | Pittsburgh          | 16         |             |                         |                         |                         |  |  |              |              |              |
|  | 3                   | 1                   | Pittsburgh          | 16         | Baltimore   | 10                      |                         |                         |  |  |              |              |              |
|  | 3                   |                     |                     |            | Baltimore   | 10                      |                         |                         |  |  |              |              |              |
|  | 1                   | Pittsburgh          | 28                  |            |             |                         |                         |                         |  |  |              |              |              |

Nota: Il regolamento impediva gli accoppiamenti nei Divisional playoff tra squadre della stessa Division

### Vincitore
| Vincitori del Super Bowl X Pittsburgh Steelers 2º titolo |

## Premi individuali
| MVP della NFL                 | Fran Tarkenton, Quarterback, Minnesota Vikings |
| Allenatore dell'anno          | Ted Marchibroda, Baltimore Colts               |
| Giocatore offensivo dell'anno | Fran Tarkenton, Quarterback, Minnesota Vikings |
| Difensore dell'anno           | Mel Blount, Cornerback, Pittsburgh Steelers    |
| Rookie offensivo dell'anno    | Mike Thomas, Running Back, Washington Redskins |
| Rookie difensivo dell'anno    | Robert Brazile, Linebacker, Houston Oilers     |